# 井伊直孝
井伊直孝（日语：／ Ii Naotaka，1590年3月16日—1659年8月16日），井伊直政次子。母親為印具氏。井伊直勝的異母弟。正室為蜂須賀家政的女兒阿喜姫。大阪夏之陣與藤堂高虎共同擔任先鋒，並擊殺豐臣軍的木村重成，天下大定後成為江戶時期前期的譜代大名，近江彦根藩主，其法名是「久昌院殿豪徳天英大居士」。有兒子直滋、直縄、直時、直澄。
万治元年6月28日，井伊直孝逝世，並被葬於世田谷区的豪徳寺。